# Eptesicus furinalis
Eptesicus furinalis é uma espécie de morcego da família Vespertilionidae. Ocorre de Jalisco e Tamaulipas (México) ao sul através da América Central e da América do Sul até o norte da Argentina, Paraguai, Bolívia e sul do Brasil.

## Descrição
É um morcego de pequeno porte. Pesa entre 3-8 g. Sua pelagem dorsal possui cor marrom-canela, enquanto a pelagem ventral possui cor marrom escuro a quase preto. Com base na época do ano e no clima em que o morcego se encontra, sua pelagem dorsal pode variar em vários tons. A espécie registra características distintas: corpos robustos, uma cabeça grande e larga, com orelhas curtas e redondas. Difere de outras espécies da mesma família porque seu tamanho corporal médio é maior do que E. diminutus, mas menor do que E. basillensis e E.fuscus. Uma de suas principais características é que sua fileira de dentes superiores difere em comprimento se comparado com outras espécies, medindo entre 5,4 e 6,3 mm. Também possui dimorfismo sexual: as fêmeas geralmente são maiores em tamanho.

## Ecologia

### Habitat e alcance
São encontrados em terrenos montanhosos, geralmente mais altos do que 3.300 pés (1.000 m). Normalmente é encontrado em pastagens e regiões florestais, mas nunca são vistos em terras áridas. A espécie prefere viver na floresta perto de rios e lagos, onde a umidade é mais alta. Normalmente, se aninham em cascas de árvores e fendas de rocha. A espécie tem uma vasta gama do sul do México até a baixa América Central, incluindo países como Belize, Guatemala e Panamá. Na América do Sul, é encontrado nas regiões do norte, através do Brasil e na Argentina, podendo ser encontrada até na Província de La Pampa, ao extremo sul.

### Dieta
Eptesicus furinalis é considerada insetívora. Sua dieta muda ligeiramente dependendo da estação do ano, seja ela chuvosa ou seca. Como outros morcegos, caça sua comida usando ecolocalização perto de riachos e pequenos corpos d'água. Sua dieta consiste em vários tipos de mariposas, alguns besouros e borboletas. Uma ameaça para a espécie são os inseticidas encontrados através da ingestão de insetos pulverizados e plantas que os insetos comem.

## Reprodução
É conhecida por ser capaz de se reproduzir durante todo o ano. É mais comum que se reproduza durante a estação das chuvas, quando há mais comida disponível. As fêmeas podem reter esperma por até três meses até que ocorra a fertilização. A gestação leva cerca de três meses antes do nascimento da ninhada, que geralmente possui apenas um ou dois filhotes. Embora possam se reproduzir em qualquer época do ano, tanto machos quanto fêmeas sofrem com a regressão ou diminuição dos órgãos reprodutivos devido à falta de alimento nos ciclos anuais, geralmente na estação seca.

## Raiva
A espécie demonstra ter a capacidade de se tornar portadora do vírus da raiva. É conhecida por viver perto de estruturas humanas e até mesmo viver nas vigas de casas e edifícios, fazendo ninhos com isolamento. A espécie não migra, de modo que a probabilidade de transmitir o vírus da raiva é pequena. No entanto, há casos conhecidos no Brasil. De 90 exemplares da espécie que residiam em prédios naquele país, seis testaram positivo para a raiva.